# Corynorhinus mexicanus
Corynorhinus mexicanus es una especie de murciélago de la familia Vespertilionidae.

## Distribución geográfica
Es endémica de México, se puede encontrar en Sonora y Coahuila en Michoacán y en la isla de Cozumel Hay un viejo registro en la península de Yucatán.